# Flávio Eutério
Flávio Eutério (em latim: Flavius Eutherius) foi um oficial romano do século IV ou V. Ativo em Roma, recebeu um édito de três augustos que foi datado de 367/394 ou 402/408 no qual solicita-se que Eutério proteja os cemitérios de violação. Seu título é desconhecido, com os autores da Prosopografia do Império Romano Tardio sugerindo que foi prefeito urbano, prefeito dos vigiles (praefectus vigilum) ou curador das obras públicas (curator operum publicorum).